# Aimassist
Aim Assist eller sigte-assistance er en generel betegnelse for mekanikker i spil, der hjælper spillere med at sigte mod og ramme deres modstandere, ved at spillet automatisk "styrer" spillerens sigtekorn, som sidder låst på midten af spillerens skærm, mod fjendtlige spillere, når deres sigtekorn er tæt nok på modstanderen. Måden det fungerer på, er ved at alle spillere har en usynlig bobbel i spillet, rundt om deres karakter/ figur. Når en modstanders sigtekorn er indenfor spillerens bobbel, kan modstanderen gøre brug af aim assist, ved at trykke og holde på sigte-knappen. Få spil kræver dog ikke at man holder sigte-knappen inde for at aktivere aim assist, men her aktiveres det selv, hvis spillerens sigtekorn er indenfor modstanderens bobbel. Der findes forskellige typer af aim assist, som hver har en hjælpende effekt på spillerens evne til at sigte. Mange computerspillere, som typisk ikke har adgang til aim assist, argumenterer imod implementeringen og styrkelsen af aim assist, mens konsolspillere argumenterer for.

## Typer af Aim Assist
Roterende (rotational aim assist): Denne type følger modstanderens bevægelser, uden nødvendig input fra joysticket. Det vil sige, at sigtekornet følger modstanderen, uden at spilleren behøver at bevæge joysticket. Når spillerens sigtekorn er indenfor modstanderens bobbel, kan aim assist aktiveres, hvorimod, hvis spillerens sigtekorn ikke er indenfor modstanderens bobbel, aktiveres aim assist ikke, hvis spilleren trykker på sigte-knappen.
Bremsende (reticle slowing): Når spillerens sigtekorn er indenfor modstanderens bobbel, sænkes spillerens sensitivitet (sigtekornets bevægelsesfart i forhold til joystikkets bevægelser) automatisk, og gør det lettere for spilleren at ramme modstanderen.
Rekyl reduktion (recoil reduction): Rekyl reduktion er en anden slags aim assist, som ikke trækker spillerens sigtekorn mod modstanderen, men reducerer rekylen på våbnet, spilleren skyder med. For at modvirke dette skal spilleren lave modbevægelser med sin mus/ joystik, altså modarbejde sigtekornets opadgående bevægelse ved at manuelt sigte nedad. Nogle spil har implementeret denne funktion, som gør at de små hop, som sigtekornet laver når et våben affyres, reduceres eller afstanden, som sigtekornet bevæger sig op sænkes. Det vil sige at hvis en konsolspiller skyder med et automatisk våben, vil sigtekornet bevæge sig opad, men ikke lige så langt op, som hvis en computerspiller gjorde det, når denne type anvendes.

## Platforme og Implementering
Aim assist findes primært på konsoller (PlayStation, Xbox) og mobilspil, hvor præcision med joysticks og touchscreens kan være mere udfordrende sammenlignet med mus og tastatur, hvor sigtekornet kan styres med hele underarmsbevægelser og små håndledsbevægelser, for præcision. Implementeringen af aim assist varierer meget, og nogle spil tilbyder muligheden for at justere eller helt deaktivere denne funktion.

### Fordele og Ulemper
Aim assist hjælper spiller på konsoller til at udligne konkurrencen mod mus og tastatur, og gør spillene mere tilgængelige for folk med nedsat fysisk evne. Dertil yder aim assist en mere flydende spiloplevelse og gør det sjovere at spille.
Nogle spillere, der ikke har adgang til aim assist, ser det som uretfærdigt, fordi modstanderne har en fordel, fordi de spiller spillet på en konsol. Hvis spiludviklerne ikke har balanceret aim assist, så konsolspillere ikke har en stor fordel, kan det få konsekvenser for spiludviklerne, hvis en internetpersonlighed, truer med at stoppe med at spille spillet, på grund af det. Det kan føre til spillertab hos spiludviklerne og økonomiske fald. 

### Debatten om Aim Assist
Mange spillere debatterer emnet med spiludviklere, hvor spillere uden adgang til mekanismen, argumenterer imod brugen og konsolspillere, med adgang til mekanismen, argumenterer for. Spiludviklere arbejder konstant på at balancere aim assist, så det tilfredsstiller både konsol- og computerspillere.

## Alternativer
På nuværende tidspunkt, er der ikke nogle offentligt udgivet alternativer til aim assist. Det tætteste alternativ der kan komme, kaldes softaim, men det er anset som snyd, og spillere som bruger det mod andre spillere vil blive udelukket fra spillet, hvis opdaget af en ansvarlig.

## Aim assist i forskellige spil
Fortnite: Rotational, slowing, og recoil reduction.
Call of Duty: Slowing.
Apex Legends: Slowing og rotational.
Overwatch: Rotational, slowing.
PUBG Mobile: Rotational, slowing.

## Oprindelse og patent
Mekanismen aim assist, som bruges i mange nye spil, er en opfindelse af 4 mænd: John Garvin, Christopher Reese, Darren Yager og Ron Allen. Ansøgningen om patentet blev foretaget d. 31 december 2012 af Sony Interactive Entertainment (Sony Computer Entertainment dengang) og blev offentliggjort i oktober 2013. Patentet ejes stadig af Sony.

## Eksterne links
- https://dotesports.com/general/news/what-is-aim-assist-and-is-using-it-cheating

1. 1 2 3 4  Bruger på Reddit forklarer i detaljer hvordan aim assist virker, og diskuterer hvorfor han synes det ikke er "snyd". https://www.reddit.com/r/CompetitiveApex/comments/s8d0bp/comprehensive_breakdown_of_aim_assist_how_it/?rdt=36277&onetap_auto=true&one_tap=true Hentet 13.02.2024
2. 1 2  Opfindernes patent på Google Patent. Opfinderne er: John Garvin, Christopher Reese, Darren Yager og Ron Allen. Patentet ejes nu af Sony Interactive Entertainment
https://patents.google.com/patent/US9295912B2/en Hentet 13.02.2024
3. ↑  What is Aim Assist and is using it cheating? - Dot Esports
4. ↑  "The Finals Players Want Changes Made to Aim Assist" artikel af Gamerant.com https://gamerant.com/the-finals-aim-assist-changes-player-request/ Hentet 13.02.2024
5. ↑  "HusKerrs threatens to quit Warzone due to ‘unfair’ controller aim assist" artikel af Dexerto.com 30.08.2021

En Twitch streamer og Youtuber truer med at forlade Warzone spillet, fordi at han synes, at aim assist er for kraftfuldt og giver konsolspillerne en fordel i spillet.

https://www.dexerto.com/call-of-duty/huskerrs-threatens-quit-warzone-controller-aim-assist-1642025/ Hentet 13.02.2024
6. ↑  Call of Duty aim assist information.

https://www.ign.com/wikis/call-of-duty-mw3/Best_Aim_Assist_Settings_in_MW3 Hentet 14.02.2024
7. ↑  Reddit-bruger forklarer ulempen ved kraften af aim assist i Apex Legends.https://www.reddit.com/r/CompetitiveApex/comments/lat63y/the_problem_with_aim_assist/ Hentet 14.02.2024
8. ↑  Hvad er aim assist i PUBG

https://www.quora.com/What-is-aim-assist-in-PUBG Hentet 14.02.2024